# Muth (Gemeinde Bad Goisern)
Muth ist eine Ortschaft der Gemeinde Bad Goisern am Hallstättersee in Oberösterreich.
Die Ortschaft im Traunviertel ist Teil des Inneren Salzkammergutes und gehört zum Bezirk Gmunden an. Sie befindet sich südlich von Bad Goisern. Am 1. Jänner 2024 gab es in Muth 30 Einwohner.